# Łukta
Łukta (Locken fino al 1945) è un comune rurale polacco del distretto di Ostróda, nel voivodato della Varmia-Masuria.
Ricopre una superficie di 184,71 km² e nel 2004 contava 4 444 abitanti.